# Biserica Curtea Veche
Biserica Curtea Veche este cea mai veche biserică din București, ctitorie a domnului Mircea Ciobanul, în timpul primei sale domnii, între anii 1545-1554. Edificiul amplasat în centrul vechi al Bucureștiului, Lipscani, fosta Curte Veche, a servit timp de două secole drept loc de încoronare a domnilor Țării Românești. 
Biserica poartă hramurile Buna Vestire și Sfântul Anton.
Edificiul de plan treflat de tip sârbesc a fost influențat de biserica mănăstirii Cozia. Pronaosul are formă aproape pătrată, cu ferestre mari pe fațadele de N și S, fiind acoperit cu o boltă cilindrică. Naosul susține prin arce turla așezată pe un tambur circular în interior și cu 12 laturi în exterior. Turla e boltită cu o calotă sferică. Trecerea dintre pronaos și naos se face pe sub un arc dublu. Altarul are două absidiole care îl flanchează, proscomidia și diaconiconul. Biserica nu mai are pridvor. 
La construcția bisericii a fost folosit contrafortul cu rol constructiv pentru prima dată în Țara Românească, de influență moldovenească. Fațada este realizată din cărămidă aparentă în câte 3 rânduri orizontale și două cărămizi așezate vertical pe benzile tencuite. La partea superioară, sub cornișă un rând de ocnițe din cărămidă aparentă. Cornișa este din cărămizi în formă de dinți de fierăstrău. Soclul este din cărămizi cu profil concav așezate pe muchie. Ancadramentul intrării datează din 1715.
În cadrul ansamblului bisericii este inclusă și casa parohială (cod LMI B-II-m-A-18781.02).

## Galerie

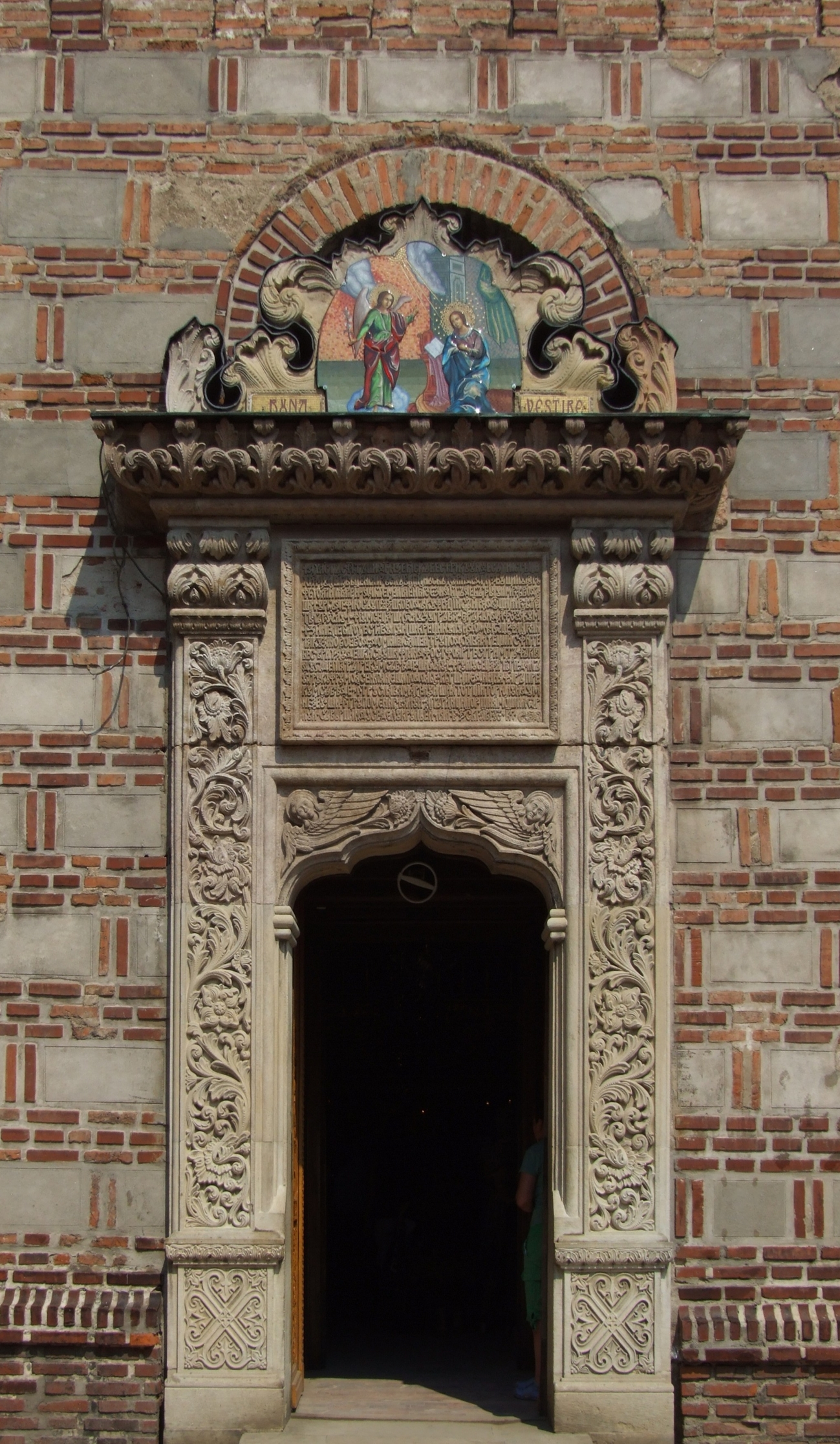
Intrarea, cu o pisanie deasupra ușii